# Diocesi di Astorga

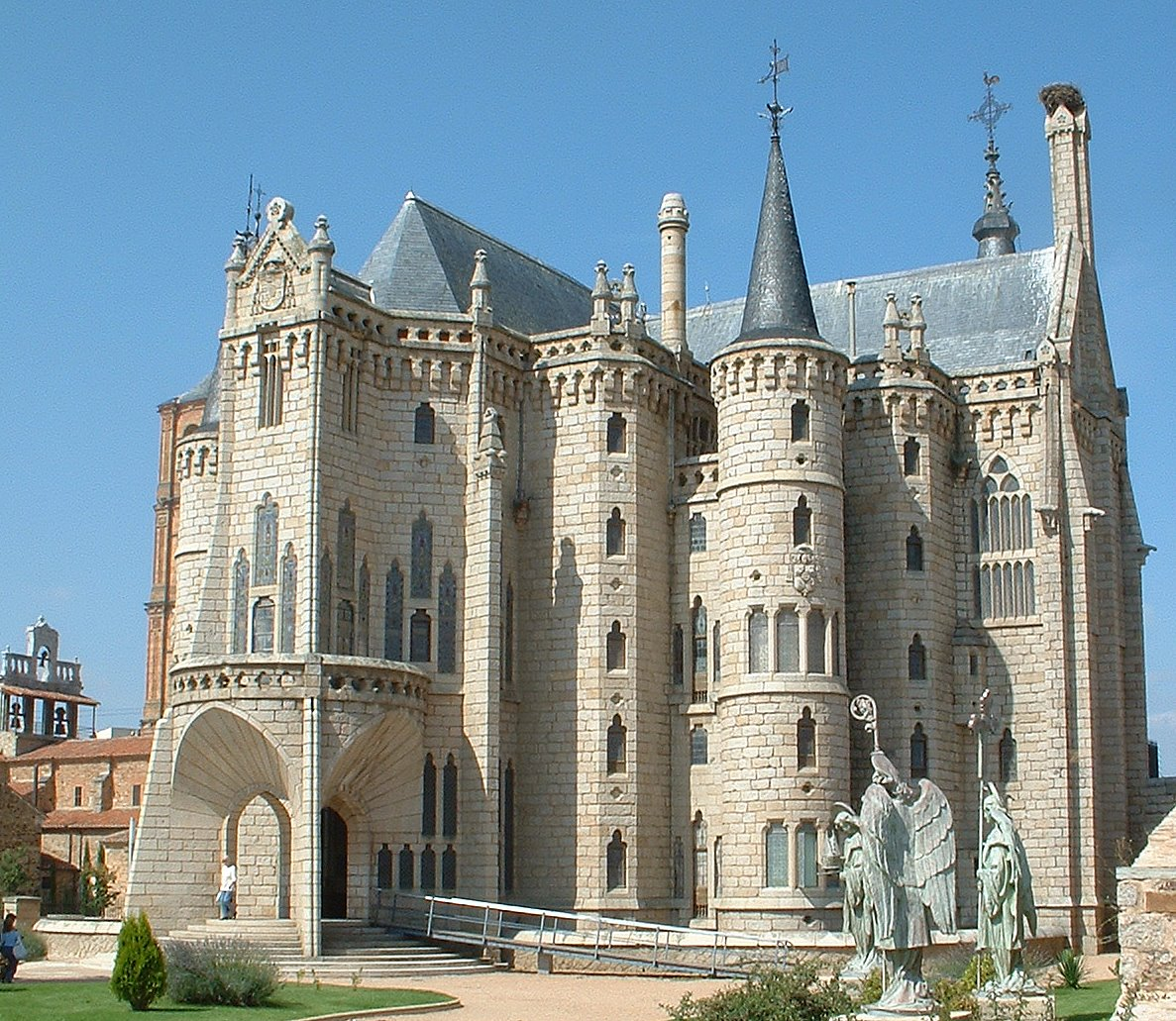
Il palazzo episcopale di Astorga, opera di Antoni Gaudí.

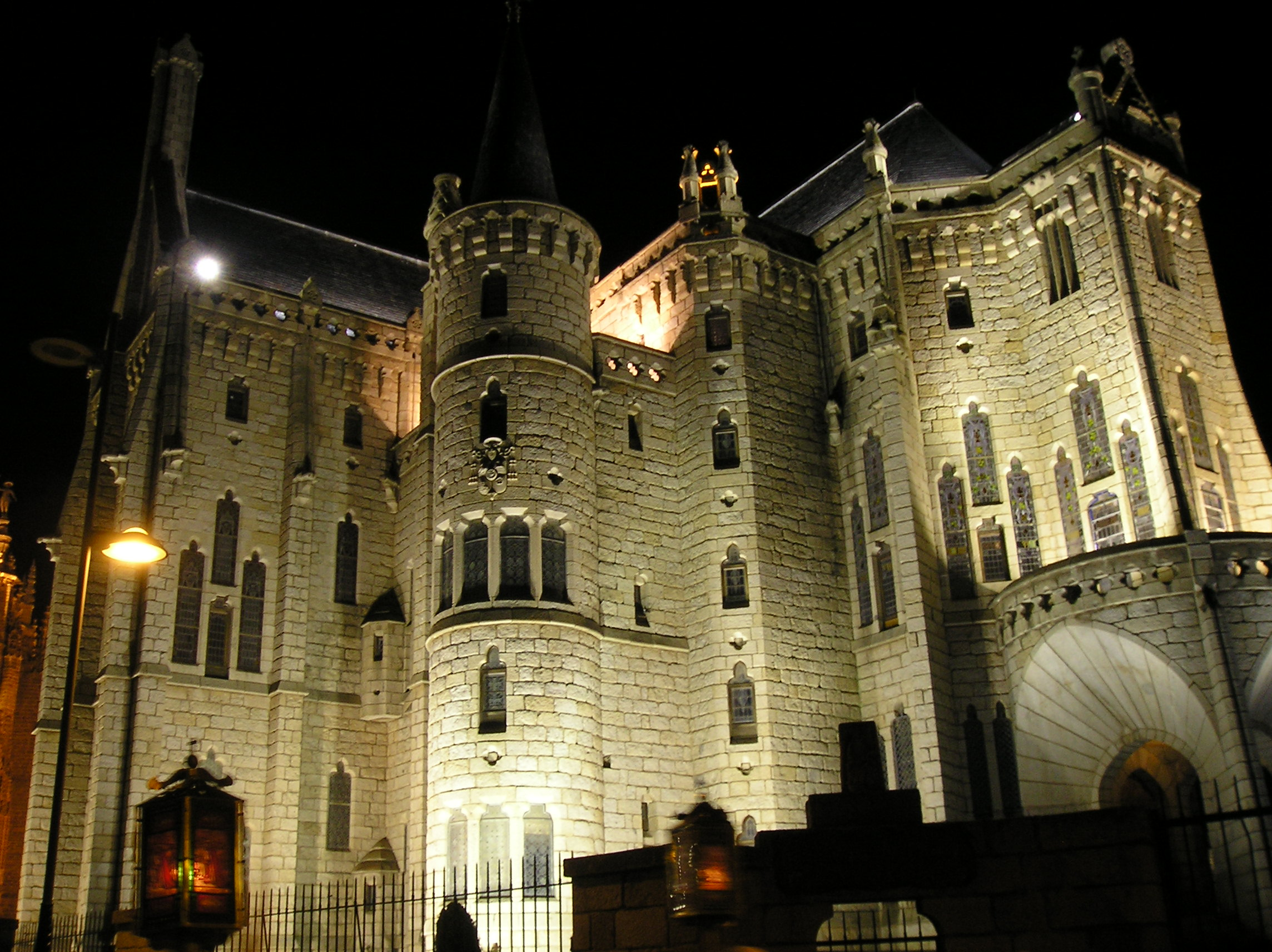
Veduta notturna del palazzo episcopale.

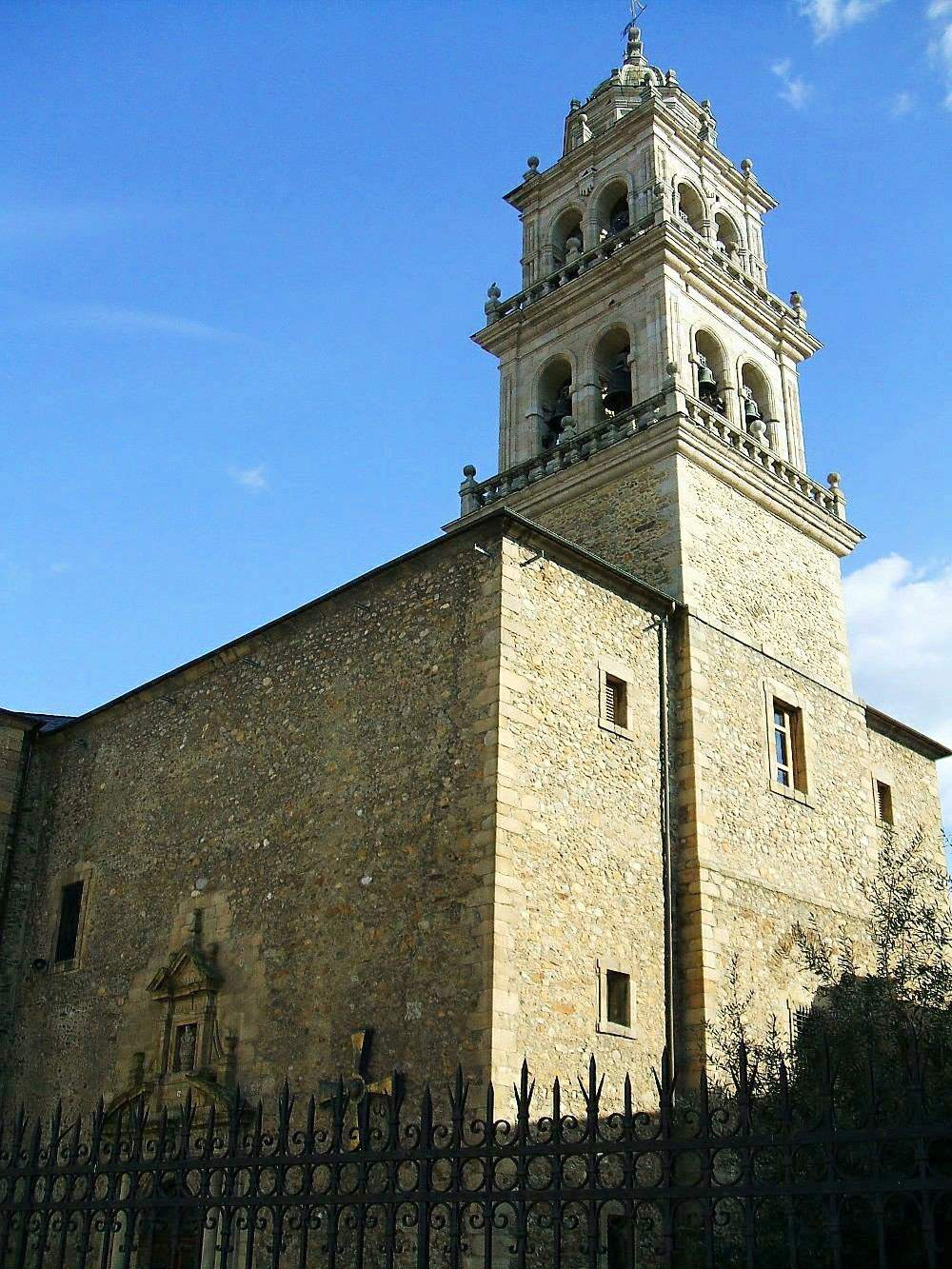
La basilica della Madonna della Quercia di Ponferrada.

La diocesi di Astorga (in latino Dioecesis Asturicensis) è una sede della Chiesa cattolica in Spagna suffraganea dell'arcidiocesi di Oviedo. Nel 2023 contava 227.400 battezzati su 235.300 abitanti. La sede è vacante.

## Territorio
La diocesi comprende le comarche di Maragatería e di El Bierzo nella provincia di León, la comarca di Valdeorras nella provincia di Ourense, e le comarche di Sanabria, La Carballeda, Valles de Benavente e parte di quella di Aliste in provincia di Zamora.
Sede vescovile è la città di Astorga, dove si trova la cattedrale dell'Assunzione di Maria Vergine. A Ponferrada sorge la basilica minore della Madonna della Quercia.
Il territorio si estende su 11.683 km² ed è suddiviso in 974 parrocchie.

## Storia
La diocesi è una delle più antiche di Spagna. La tradizione, non anteriore tuttavia al XVII secolo, tramanda il nome del primo vescovo Efren, in epoca apostolica. I primi riscontri documentali dell'esistenza della diocesi sono del II secolo, mentre i primi vescovi certi sono Basilídes e Sabino, coinvolti in una controversia a metà del III secolo, menzionati nelle lettere di Cipriano di Cartagine.
Gli storici ritengono che nel primo periodo della sua storia, la diocesi di Astorga fosse unita a quella di León. Oltre a Basilídes e Sabino, le cronotassi assegnano ad entrambe le diocesi anche il vescovo Decenzio, che prese parte al concilio di Elvira all'inizio del IV secolo.
Inizialmente il territorio della diocesi comprendeva il conventus asturicensis, che probabilmente si estendeva sulle Asturie e sulla Galizia. Quasi certamente per un certo periodo i suoi vescovi esercitarono diritti metropolitici sulla regione, ben evidente durante la crisi priscillanista che coinvolse la diocesi tra la fine del IV e la prima metà del V secolo. Nel V secolo fu vescovo san Turibio, che combatté efficacemente l'eresia priscillianista e ricostruì le chiese distrutte dalle invasioni dei Vandali, dei Goti e dei Suebi. Da questo momento la sede di Astorga appare suffraganea dell'arcidiocesi di Braga.
Nel VII secolo san Fruttuoso, futuro metropolita di Braga (ca. 656-665), fondò nella valle del Bierzo diversi monasteri, che trasformarono la regione in una vera Tebaide monastica: Compludo, San Pedro de Montes, San Felix de Visonia ed altri ancora. Per questi monasteri, Fruttuoso scrisse due Regulae. La sua opera fu continuata da san Valerio, i cui testi ci trasmettono il nome della famosa pellegrina della Terra santa della fine del IV secolo, Egeria.
Attorno al 714/715 Astorga fu occupata dagli arabi, che restarono padroni delle Asturie fino alla metà del IX secolo, quando con il re Ordono I (850-866), la città di Astorga fu liberata. La reconquista fu continuata e consolidata da Alfonso III (866-910).
In questo contesto fu restaurata la diocesi, che perse però parte del suo antico territorio a vantaggio dell'erezione della diocesi di León e altri territori a vantaggio della sede di Oviedo. Inoltre, durante il regno di Alfonso IV (924-927) fu eretta la diocesi di Simancas, con territorio ricavato dalle diocesi di Astorga e di León, che ebbe tuttavia vita breve essendo già soppressa nel 974. Dal 986 circa fino ai primi decenni del XII secolo ad Astorga fu unito il territorio della soppressa diocesi di Zamora. Dopo la nascita del regno del Portogallo (1139), Astorga perse i territori oltre frontiera che furono annessi all'arcidiocesi di Braga.
Nel 946 Astorga fu sede di un importante sinodo diocesano, voluto dal vescovo Salomon e convocato dal re. Al sinodo presero parte 13 abati, indizio dell'esistenza all'epoca di un numeroso gruppo di abbazie benedettine nella diocesi.
Il 20 dicembre 1069 il vescovo Pedro Núñez consacrò una prima cattedrale di Astorga. Ma il re decise di costruire una nuova cattedrale, che fu consacrata una prima volta dal vescovo Pedro Fernández (1242-1265), e una seconda volta il 12 gennaio 1433 da Sancho de Rojas. La prima pietra dell'attuale cattedrale fu posta nel 1471, l'edificio venne consacrato il 16 agosto 1560, ma sarà completato solo alla fine del XVIII secolo.
Nel 1087 si ha la prima menzione del capitolo dei canonici della cattedrale; i primi statuti noti del capitolo risalgono al 1287. Nel 1419 i canonici erano 40, ma nel XVII secolo il loro numero era salito in modo esorbitante: si contavano all'epoca 14 dignitari, 50 canonici e 10 racioneros o beneficiari. Il capitolo conservava un fondo archivistico e bibliotecario di valore inestimabile, i cui pezzi più antichi risalivano al IX secolo, andato a fuoco sul finire dell'Ottocento.
Nel XIV secolo la diocesi passò dalla provincia ecclesiastica di Braga a quella di Santiago di Compostela.
Nel 1596 fu istituito il seminario diocesano, dedicata all'Immacolata Concezione di Maria Vergine. Rifondato dal vescovo Francisco Javier Sánchez Cabezón nel 1756, ottenne una nuova sede nel 1799.
A seguito del concordato fra Spagna e Santa Sede stipulato nel 1851, il 4 luglio 1857 la diocesi di Astorga divenne suffraganea dell'arcidiocesi di Valladolid.
Nel 1887 la costruzione del palazzo vescovile fu commissionata ad Antoni Gaudí.
Il 17 ottobre 1954 con il decreto Quum sollemnibus della Congregazione Concistoriale furono rivisti i confini delle diocesi spagnole per farli coincidere, nel limite del possibile, con le province civili. Astorga perse 49 parrocchie a vantaggio delle diocesi di Zamora (12), León (23), Orense (4) e Lugo (10). Contestualmente acquisì nuove parrocchie dalle sedi di Orense (12), di Lugo e di Oviedo (7).
Il 27 ottobre dello stesso anno è entrata a far parte della provincia ecclesiastica di Oviedo.
Il 19 settembre 1956 Astorga perse altre 25 parrocchie cedute alla diocesi di León. Un'ulteriore modifica territoriale fu sancita il 21 dicembre 1959 con lo scambio di alcune parrocchie tra le diocesi di Astorga e di Orense.

## Cronotassi dei vescovi
Si omettono i periodi di sede vacante non superiori ai 2 anni o non storicamente accertati.
- Efren ? † (I secolo)
- Basilídes † (? - 254 deposto)
- San Sabino † (254 - ?)
- Decenzio † (inizio del IV secolo)
- Domiziano † (menzionato nel 343/344)[7]
- Simposio † (prima del 379 - dopo il 400)[8]
- Dictino † (dopo il 400)[9]
- Comasio † (circa 420 - ?)
- San Turibio † (prima del 440 - dopo il 445)[8]
- Timoteo † (561)
- Polemio † (menzionato nel 572)
- Talasio † (menzionato nel 589)[10]
- Concordio † (menzionato nel 633)[10]
- Oscando † (menzionato nel 638)[10]
- Candidato † (prima del 646 - dopo il 653)[10]
- Elpidio † (menzionato nel 656)[10]
- Isidoro † (prima del 675 - circa 680 deceduto)[10]
- Aurelio † (681 - dopo il 693)[10]
  - Sede soppressa (693-853)
- Indisclo † (853 - 879)
- Ranulfo † (880 - 908)
- San Genadio † (909 - 919)
- San Fortis † (920 - 930 deceduto)
- Salomon † (932 - 951)
- Odoario † (952 - 962)
- Notario † (962 - circa 966 dimesso)[11]
- Novidio † (966 - dopo agosto 972 deceduto)[11]
- Gonzalo † (prima di gennaio 973[11] - 992 deceduto)
- Jimeno † (992 - dopo aprile 1026 deceduto)[12]
- Alfonso † (prima del 29 aprile 1027 - dopo il 12 aprile 1028)[13]
- Pedro † (prima del 18 ottobre 1030/1031 - dopo il 26 maggio 1034 deceduto)[13]
- Sampiro † (prima del 28 settembre 1034 - dopo il 18 settembre 1042 dimesso)[13]
- Pedro Gundulfiz † (1042 - 1050)
- Diego † (1050 - 1061)
- Sant'Ordoño † (4 febbraio 1062 - 23 febbraio 1065 deceduto)
- Pedro Núñez † (1065 - 1080)
- Osmundo † (1082 - 1098)
- Pelayo † (1098 - prima del 22 novembre 1121 deceduto)
- Alon † (1122 - 1131)
- Roberto † (1131 - prima del 26 febbraio 1138 deceduto)
- Jimeno Eriz, O.S.B. † (1138 - 29 settembre 1141 deceduto)
- Amadeo † (1141 - 1143)
- Arnaldo † (1144 - 1152)
- San Pedro Cristiano, O.Cist. † (25 gennaio 1153 - 1156 deceduto)
- Fernando "El Viejo" † (1156 - 1172)
- Arnaldo † (1173 - dopo il 23 ottobre 1176)[14]
- Fernando † (1177 - 1189)
- Lope Andrés † (1190 - dopo il 19 agosto 1205 deceduto)
- Pedro Andrés † (dicembre 1205 - 1226 deceduto)
- Nuño † (10 ottobre 1226 - dopo il 2 novembre 1241 deceduto)
- Pedro Fernández † (18 settembre 1242 - 7 giugno 1265 deceduto)
- Hermán el Alemán † (1266 - dopo il 10 novembre 1272 deceduto)
- Melenio Pérez † (marzo 1273 - prima del 18 ottobre 1284 deceduto)
- Martín González I † (1285 - 1286)
- Martín González II † (15 dicembre 1286 - dopo il 2 febbraio 1301 deceduto)
- Alfonso Martínez † (1301 - 1314 deceduto)
- Juan Alfonso † (settembre 1315 - 19 luglio 1326 deceduto)
- Bartolomé Martínez † (28 luglio 1326 - prima del 22 gennaio 1331)
- Fernando Ibáñez † (27 maggio 1332 - 1333 deceduto)
- Pedro Alfonso † (9 giugno 1333 - 25 settembre 1342 nominato vescovo di Porto)
- Pedro de Pedroche † (26 agosto 1342 - 13 febbraio 1346 nominato vescovo di Calahorra-Calzada)
- Nuño de Fuentes † (7 aprile 1346 - 28 gennaio 1349 nominato arcivescovo di Siviglia)
- Rodrigo de Lara † (28 gennaio 1349 - 1358 deceduto)
- Fernando de San Marcelo † (26 ottobre 1358 - circa 1370 deceduto)
- Alonso de Toro, O.F.M. † (1º luglio 1370 - 1382 deceduto)
- Juan Alfonso de Mayorga † (29 ottobre 1382 - ?)
- Fernando de Astorga, O.F.M. † (9 novembre 1389 - 31 marzo 1390 deceduto)
- Pedro Martínez de Tesa † (4 aprile 1390 - ?)
- Pascual García † (19 ottobre 1390 - 4 marzo 1393 deceduto)
- Alfonso Rodríguez (Gutiérrez) † (16 giugno 1393 - dopo il 21 maggio 1412 deceduto)
  - Pedro Fonseca † (5 giugno 1413 - 7 giugno 1419 nominato vescovo di Sigüenza) (amministratore apostolico)
- Gonzalo de Santa María † (7 giugno 1419 - 2 luglio 1423 nominato vescovo di Plasencia)
- Sancho de Rojas † (2 luglio 1423 - 6 aprile 1440 nominato vescovo di Cordova)
- Álvaro Pérez Osorio † (6 aprile 1440 - 1463 deceduto)
- García Álvarez de Toledo † (26 novembre 1463 - 30 giugno 1488 deceduto)
- Bernardino López de Carvajal y Sande † (27 agosto 1488 - 23 gennaio 1489 nominato vescovo di Badajoz)
- Juan Ruiz de Medina † (23 gennaio 1489 - 27 marzo 1493 nominato vescovo di Badajoz)
- Diego Meléndez de Valdés † (27 marzo 1493 - 23 giugno 1494 nominato vescovo di Zamora)
- Juan de Castilla † (23 giugno 1494 - 14 febbraio 1498 nominato vescovo di Salamanca)
- Diego Ramírez de Fuenleal o de Villaescusa † (14 febbraio 1498 - 7 febbraio 1500 nominato vescovo di Malaga)
- Francisco Desprats † (9 febbraio 1500 - 4 dicembre 1500 nominato vescovo di León)
- Sancho Pérez Rodríguez de Acebes † (4 dicembre 1500 - 21 aprile 1515 deceduto)
- Álvaro Osorio, O.P. † (1º giugno 1515 - 10 aprile 1539 deceduto)
- Esteban Almeida † (18 agosto 1539 - 2 giugno 1542 nominato vescovo di León)
- Alonso de Zorita † (1542 - 1542 dimesso)
- Diego Álava Esquivel † (8 giugno 1543 - 7 maggio 1548 nominato vescovo di Avila)
- Pedro Acuña Avellaneda † (4 giugno 1548 - 5 giugno 1555 nominato vescovo di Salamanca)
- Diego Sarmiento Sotomayor † (5 giugno 1555 - 1571 deceduto)
- Francisco Sarmiento Mendoza † (4 giugno 1574 - 27 maggio 1580 nominato vescovo di Jaén)
- Alfonso Delgado † (22 giugno 1580 - 21 agosto 1583 deceduto)
- Antonio Torres † (9 gennaio 1584 - 14 febbraio 1588 deceduto)
  - Alberto Aguayo, O.P. † (8 agosto 1588 - ottobre 1589 deceduto) (vescovo eletto)
- Juan Zuazola † (17 aprile 1589 - 1º novembre 1590 deceduto)
- Pedro Rojas Enríquez, O.S.A. † (3 marzo 1591 - 30 agosto 1595 nominato vescovo di Osma)[15]
- Antonio de Cáceres, O.P. † (8 novembre 1595 - 18 agosto 1615 deceduto)
- Alfonso Mesía de Tovar † (27 febbraio 1616 - 13 luglio 1636 deceduto)
- Luis García Rodríguez † (9 febbraio 1637 - 18 aprile 1638 deceduto)
- Diego Salcedo Benacos † (11 aprile 1639 - 28 marzo 1644 deceduto)
- Bernardo Atayde de Lima Perera † (14 novembre 1644 - 5 ottobre 1654 nominato vescovo di Avila)
- Nicolás de Madrid, O.S.H. † (9 novembre 1654 - 21 febbraio 1660 nominato vescovo di Osma)
- Juan Vallejo † (20 settembre 1660 - 8 ottobre 1661 deceduto)
- Nicolás Rodríguez Hermosino † (5 giugno 1662 - 23 gennaio 1669 deceduto)
- Matías Moratinos Santos † (5 agosto 1669 - 3 ottobre 1672 nominato vescovo di Segovia)
- Rodrigo de Mandía y de Parga † (12 dicembre 1672 - 20 ottobre 1674 deceduto)
- Diego de Silva y Pacheco, O.S.B. † (27 maggio 1675 - 21 marzo 1677 deceduto)
- Francisco Aguado † (13 settembre 1677 - 14 febbraio 1688 deceduto)
- Antonio de Brizuela y Salamanca † (13 settembre 1688 - 13 aprile 1693 nominato vescovo di Jaén)
- Antonio de Sanjurjo, O.P. † (8 giugno 1693 - 1707 deceduto)
- José Patricio Navarro † (28 novembre 1707 - 30 gennaio 1723 deceduto)
- Crisóstomo Vargas, O.Cist. † (30 agosto 1723 - 14 maggio 1728 deceduto)
- José Francisco Bermúdez Mandía † (15 novembre 1728 - 3 marzo 1736 deceduto)
- Pedro Cáceres Casado † (27 gennaio 1738 - 15 settembre 1747 deceduto)
- Matías Escalzo Acedo † (4 marzo 1748 - 11 novembre 1749 deceduto)
- Francisco Javier Sánchez Cabezón † (27 aprile 1750 - 27 gennaio 1767 deceduto)
- Juan Manuel Merino Lumbreras † (1º giugno 1767 - 5 agosto 1782 deceduto)
- Antonio Andrés López Arroyo, O.F.M. † (15 dicembre 1783 - 14 marzo 1787 deceduto)
- Manuel Abad Lasierra † (28 settembre 1787 - 11 aprile 1791 dimesso)
- Francisco Isidoro Gutiérrez Vigil † (11 aprile 1791 - 13 ottobre 1805 deceduto)
- Manuel Vicente Martínez Jiménez † (31 marzo 1806 - 22 luglio 1816 nominato arcivescovo di Saragozza)
- Jacobo Bencomo y Rodríguez † (1º ottobre 1817 - 2 marzo 1818 deceduto)
- Guillermo Martínez Riaguas † (29 marzo 1819 - 24 ottobre 1824 deceduto)
- Manuel Bernardo Morete Bodelón † (21 marzo 1825 - 2 gennaio 1828 deceduto)
- Leonardo Santander Villavicencio † (23 giugno 1828 - 30 aprile 1832 deceduto)
- Félix Torres Amat † (20 gennaio 1834 - 29 dicembre 1847 deceduto)
  - Sede vacante (1847-1850)
- Juan Nepomuceno Cascallana Ordóñez † (7 gennaio 1850 - 5 settembre 1851 nominato vescovo di Malaga)
- Benito Forcelledo Tuero † (18 marzo 1852 - 23 giugno 1858 deceduto)
- Fernando Argüelles Miranda † (23 dicembre 1858 - 2 settembre 1870 deceduto)
  - Sede vacante (1870-1875)
- Mariano Brezmes Arredondo † (17 settembre 1875 - 11 novembre 1885 deceduto)
- Juan Bautista Grau y Vallespinos † (10 giugno 1886 - 18 settembre 1893 deceduto)
- Vicente Alonso y Salgado, Sch.P. † (21 maggio 1894 - 25 giugno 1903 nominato vescovo di Cartagena)
- Mariano Cidad y Olmos † (25 giugno 1903 - 5 luglio 1903 deceduto)
- Julián Miranda y Ristuer † (12 novembre 1903 - 14 novembre 1904 nominato vescovo di Segovia)
- Julián de Diego y García Alcolea † (14 novembre 1904 - 18 luglio 1913 nominato vescovo di Salamanca)
- Antonio Senso Lázaro † (18 luglio 1913 - 21 agosto 1941 deceduto)
- Jesús Mérida Pérez † (10 giugno 1943 - 16 maggio 1956 deceduto)
- José Castelltort Subeyre † (5 novembre 1956 - 18 agosto 1960 deceduto)
- Marcelo González Martín † (31 dicembre 1960 - 21 febbraio 1966 nominato arcivescovo coadiutore di Barcellona[16])
- Antonio Briva Mirabent † (18 maggio 1967 - 20 giugno 1994 deceduto)
- Camilo Lorenzo Iglesias † (14 giugno 1995 - 18 novembre 2015 ritirato)
- Juan Antonio Menéndez Fernández † (18 novembre 2015 - 15 maggio 2019 deceduto)
- Jesús Fernández González (8 giugno 2020 - 27 marzo 2025 nominato vescovo di Cordova)

## Statistiche
La diocesi nel 2023 su una popolazione di 235.300 persone contava 227.400 battezzati, corrispondenti al 96,6% del totale.
| anno | popolazione | popolazione | popolazione | presbiteri | presbiteri | presbiteri | presbiteri                | diaconi | religiosi | religiosi | parrocchie |
| anno | battezzati  | totale      | %           | numero     | secolari   | regolari   | battezzati per presbitero | diaconi | uomini    | donne     | parrocchie |
| ---- | ----------- | ----------- | ----------- | ---------- | ---------- | ---------- | ------------------------- | ------- | --------- | --------- | ---------- |
| 1950 | 451.611     | 451.652     | 100,0       | 677        | 645        | 32         | 667                       |         | 162       | 451       | 686        |
| 1959 | 452.509     | 452.592     | 100,0       | 617        | 596        | 21         | 733                       |         | 45        | 432       | 650        |
| 1970 | 351.352     | 351.422     | 100,0       | 538        | 510        | 28         | 653                       |         | 43        | 594       | 654        |
| 1980 | 331.300     | 331.500     | 99,9        | 471        | 446        | 25         | 703                       |         | 46        | 535       | 658        |
| 1990 | 307.500     | 308.515     | 99,7        | 411        | 381        | 30         | 748                       |         | 53        | 322       | 662        |
| 1999 | 285.000     | 289.203     | 98,5        | 308        | 274        | 34         | 925                       |         | 58        | 245       | 970        |
| 2000 | 285.000     | 289.200     | 98,5        | 299        | 265        | 34         | 953                       |         | 59        | 224       | 970        |
| 2001 | 285.000     | 289.203     | 98,5        | 294        | 260        | 34         | 969                       |         | 59        | 226       | 970        |
| 2002 | 285.000     | 289.100     | 98,6        | 288        | 252        | 36         | 989                       |         | 60        | 221       | 970        |
| 2003 | 277.710     | 281.810     | 98,5        | 281        | 247        | 34         | 988                       |         | 72        | 218       | 970        |
| 2004 | 274.540     | 276.810     | 99,2        | 287        | 239        | 48         | 956                       |         | 72        | 392       | 970        |
| 2006 | 268.151     | 270.421     | 99,2        | 273        | 225        | 48         | 982                       |         | 80        | 351       | 971        |
| 2012 | 269.600     | 277.800     | 97,0        | 214        | 186        | 28         | 1.259                     |         | 60        | 153       | 970        |
| 2015 | 250.075     | 259.630     | 96,3        | 208        | 174        | 34         | 1.202                     |         | 42        | 245       | 970        |
| 2018 | 250.000     | 259.450     | 96,4        | 229        | 197        | 32         | 1.091                     |         | 44        | 261       | 970        |
| 2020 | 226.000     | 233.739     | 96,7        | 230        | 193        | 37         | 982                       |         | 48        | 256       | 970        |
| 2022 | 227.600     | 235.500     | 96,6        | 189        | 162        | 27         | 1.204                     |         | 39        | 168       | 974        |
| 2023 | 227.400     | 235.300     | 96,6        | 167        | 155        | 12         | 1.361                     |         | 23        | 160       | 974        |